# Tell es-Sawwan
Tell es-Sawwan (le « tell des silex ») est un site archéologique de Mésopotamie centrale, situé une dizaine de kilomètres au sud de la ville de Samarra, dans la province de Salah ad-Din, en Irak. Il est daté du Néolithique, sur une période allant d'environ 6300 à 5400 av. J.-C. Il s'agit de l'un des plus anciens sites néolithiques connus de la plaine mésopotamienne. C'est aussi le site-type de la culture de Samarra.

## Situation
Le site de Tell es-Sawwan se trouve au commencement de la plaine alluviale mésopotamienne, couronnant une falaise haute de 12 mètres surplombant le Tigre, mais qui descendait peut-être en pente douce lors de l'occupation du site.

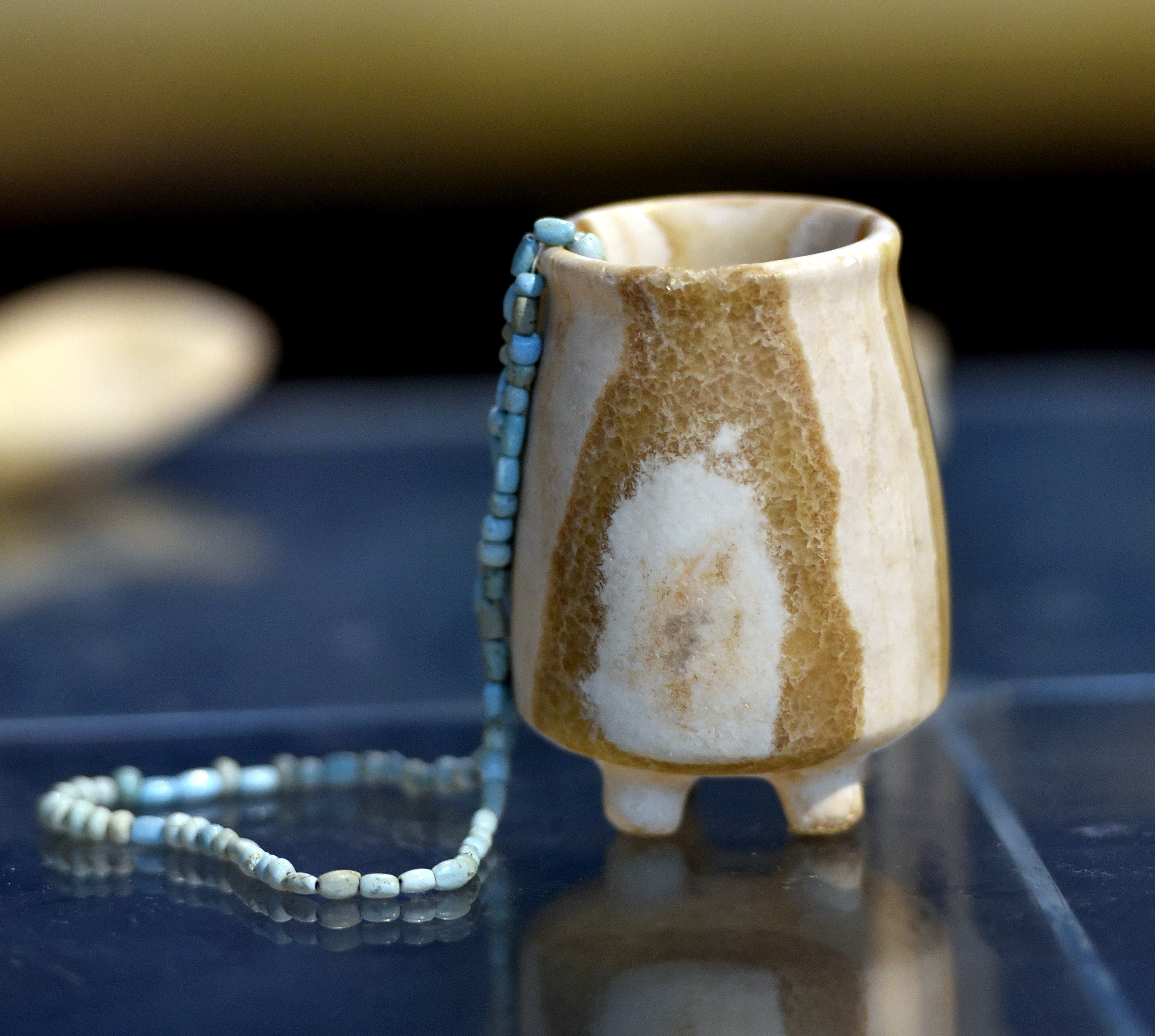
Gobelet en albâtre avec collier de Tell es-Sawwan, daté de 6000 - 5800 (musée de Bagdad)

## Fouilles
Le site est fouillé entre 1964 et 1969 par des équipes archéologiques irakiennes, sous plusieurs directeurs, B.A. as-Soof, F. Wailly, Kh. al-Adhami, Gh. Wahida, W.Y. al-Tikriti, qui dégagèrent le village fortifié néolithique. Une autre campagne a lieu en 1985 sous la direction de D. G. Youkhana, puis en 1988-89 par une équipe française dirigée par Catherine Breniquet.
Cette succession de fouilles, des problèmes dans les relevés stratigraphiques, et aussi le creusement de fosses aux périodes récentes qui ont perturbé la stratigraphie, font que de nombreuses incertitudes demeurent sur la chronologie du site.

## Niveaux archéologiques
Le site s'étend sur une surface de 230 × 110 mètres (environ 2,5 hectares), sur un petit tell qui culmine à une hauteur de 3,5 m. Les fouilles ont révélé 5 niveaux d'occupation,.
Les niveaux les plus anciens (I et II), mal connus, ont livré de la céramique de type Hassuna, mais il pourrait être plus ancien. De ce qui peut être déduit des relevés, difficiles à exploiter, ils disposent d'une architecture de plan tripartite. Sous ces niveaux ont été mises au jour des sépultures, plusieurs creusées sous les habitations, qui ont livré un important matériel archéologique, notamment des statuettes féminines. Dans ces niveaux, Tell es-Sawwan apparait comme l'un des plus anciens sites néolithiques de la plaine mésopotamienne connus à ce jour.
Puis, à partir du début du niveau IIIA, qui correspond aux débuts de la période de Samarra, la structure du village change : un mur d'enceinte rectangulaire précédé d'un fossé entoure les habitations, qui sont organisées de façon manifestement planifiée.
Aux niveaux IIIB et IV, une partie des édifices sont apparemment réaménagés en greniers, et l'espace occupé s'étend jusqu'à devenir mitoyen des fortifications. Les maisons de ces époques sont en briques crues, de plan similaire (" en T " selon l'analyse de C. Breniquet), avec deux grandes pièces et des annexes, et peuvent contenir jusqu'à 10 à 12 pièces.
Le dernier niveau, V, est très érodé et mal connu, il a livré de la céramique de Halaf, et est donc plus récent et apparemment sans continuité avec les précédents.

## Mode de subsistance
Les habitants pratiquaient la culture des céréales (orge commune, blé) et du lin, probablement sous irrigation depuis le Tigre, combinée à un élevage ovin et caprin. La chasse (gazelle et aurochs), la pêche et la cueillette restaient des compléments notables pour assurer leur subsistance.